# خوان بهرنسن
خوان بهرنسن (بالإسبانية: Juan Behrensen)‏ (27 أبريل 1904 – 13 أغسطس 1981) هو سبّاح أرجنتيني راحل، مثّل بلاده في الألعاب الأولمبية الصيفية 1924.

## روابط خارجية
خوان بهرنسن على موقع الاتحاد الدولي للسباحة (الإنجليزية)
- خوان بهرنسن على موقع أوليمبيديا (الإنجليزية)